# Time division multiple access
Time division multiple access (afgekort TDMA) is een methode voor het delen van een radionetwerkkanaal. Het laat verschillende gebruikers toe dezelfde bandbreedte te delen, door de bandbreedte op te delen in tijdsloten. De gebruikers zenden in een sessie elk na elkaar met hun eigen tijdslot(en). Hierdoor kunnen gebruikers hetzelfde kanaal delen, maar gebruiken ze slechts een deel van de bandbreedte. TDMA wordt gebruikt in verschillende digitale toepassingen, zoals GSM, 2G en DECT (draadloze telefoons). Time division multiple access is een variant op het meer algemene begrip multiplexing.

## Eigenschappen

### Voordelen
- verhoogt de efficiëntie van een kanaal
- een kanaal kan met verschillende gebruikers gedeeld worden.
- De tijdsloten kunnen dynamisch worden toegeschreven.
- zorgt voor een lager stroomverbruik
- kost efficiënte technologie voor analoge systemen te upgrade naar digitale

## Nadelen
- De pulserende stroom kan leiden tot storingen met andere apparaten.
- Mobiele gebruikers kunnen hun tijdslot verliezen als ze op een ander kanaal komen

## TDMA versus CDMA
Sinds het ontstaan van CDMA in 1989 is er een discussie over welke technologie nu het beste is.
De voorstanders van CDMA hebben als argument dat de efficiëntie van de bandbreedte verhoogd wordt met 13 en TDMA met 20 tot 40 keer ten opzichte van analoge transmissiesystemen. CDMA is echter veiliger en heeft een hogere zendkwaliteit dan TDMA.
De voorstanders van TDMA noemen als argument de kostprijs voor het toepassen van deze technologie. Een TDMA-zend- of -ontvangstsysteem is veel goedkoper dan een CDMA-systeem.